# Obstmarkt-Bunker
Der Obstmarkt-Bunker (offiziell ursprünglich: Wehrbau Obstmarkt) ist ein ehemaliger Luftschutz-Tiefbunker aus dem Zweiten Weltkrieg in Nürnberg. Nach dem Krieg wurde er für einige Jahre als Hotel nachgenutzt, ist in diesem Zustand erhalten und heute ein Kulturdenkmal aufgrund des bayerischen Gesetzes zum Schutz und zur Pflege der Denkmäler.

## Geografische Lage

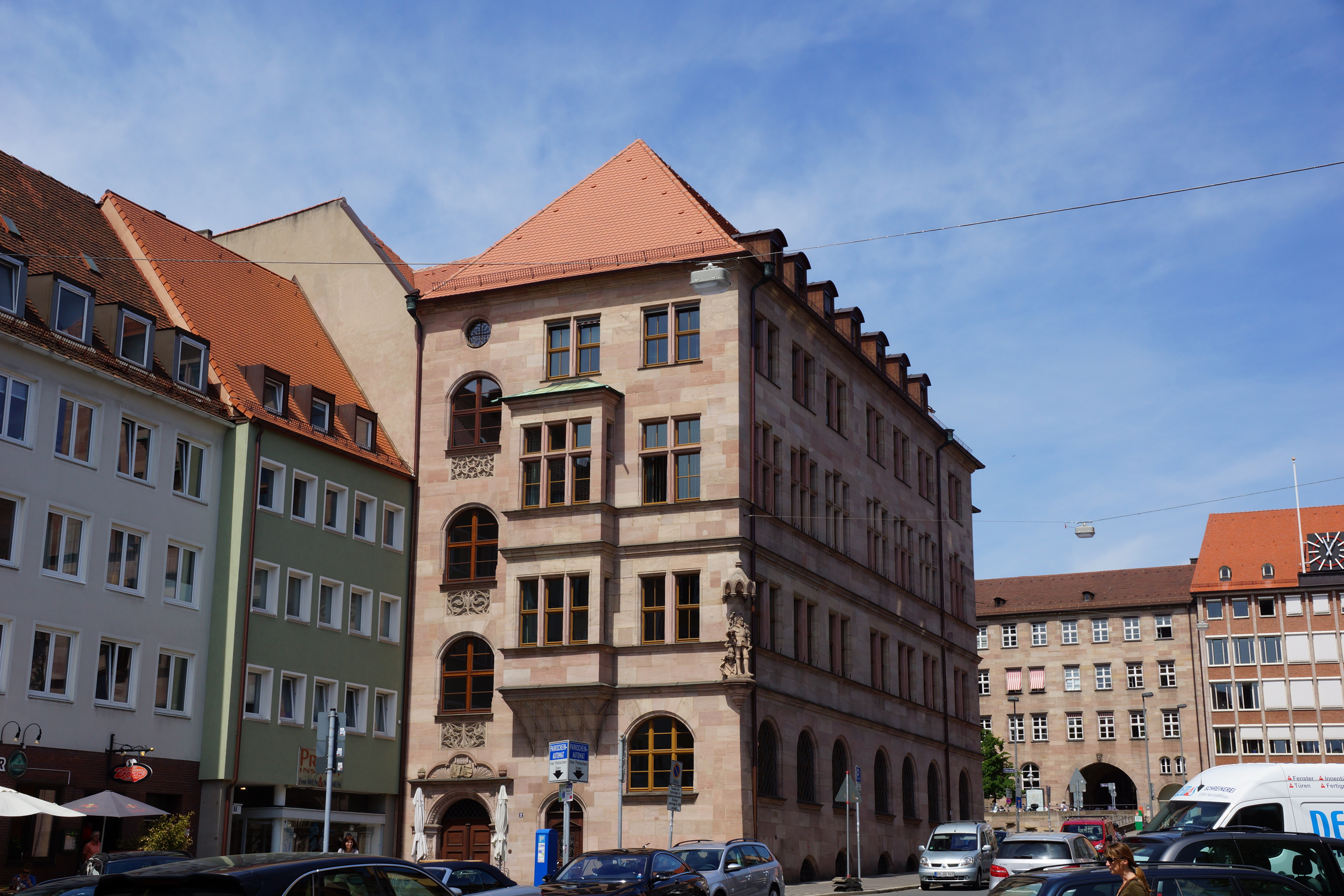
Rückseite des Rathauses am Obstmarkt, in dessen Untergeschoss sich der Notausgang und einzige noch vorhandene Zugang in den Bunker befindet.

Der Obstmarkt-Bunker liegt in Tieflage unter dem Nürnberger Obstmarkt.

## Geschichte
Der Bunker war Sammelschutzraum für die Bewohner der umliegenden Häuser, die keine geeigneten Keller hatten, um Einzelschutzräume einzurichten. Er wurde im September 1942 fertiggestellt, hatte eine Fläche von 800 m² und war für 450 Menschen vorgesehen. Der Bunker wurde in neun Monaten Bauzeit von Zwangsarbeitern im Tagebau errichtet. Um das Gefälle auszugleichen, wurde der Bunker nicht eben, sondern in Stufen angelegt. Der 12 bis 15 m unter der Erdoberfläche liegende Bunker lag vollständig unter dem Grundwasserspiegel und musste mit elektrisch betriebenen Pumpen trocken gehalten werden. Er bildete mit einem nördlich am Fünferplatz gelegenen zweiten kleineren Bunker die sogenannten Rathaus-Bunker, die beide ursprünglich nicht für die Zivilbevölkerung bestimmt waren. Während der größere Obstmarkt-Bunker schließlich für die Anwohner offen stand, blieb der Fünferplatz-Bunker als Befehlsstand der Stadtkommandantur vorbehalten.
Bis zu 1000 Menschen suchten in dem für 450 Menschen angelegten Bunker Schutz. Während die Innenstadt völlig zerstört wurde, überstand der Obstmarkt-Bunker den Luftangriff vom 2. Januar 1945 nahezu unbeschadet. Noch in den letzten Kriegstagen diente er während der Schlacht um Nürnberg im April 1945 als Zufluchtsort der Bevölkerung. Unmittelbar nach Kriegsende wurde er als Notunterkunft genutzt.
Mit dem Luftangriff vom 2. Januar 1945 wurde nicht nur die historische Altstadt zerstört, sondern ebenso fast alle Hotels in Nürnberg. Der Bedarf an Hotelbetten bestand aber weiter, nicht zuletzt im Hinblick auf die im November 1945 anlaufenden Nürnberger Prozesse. Eine Lösung war, nicht mehr genutzte Bunkeranlagen in Hotels umzubauen, was in vielen deutschen Großstädten geschah, so auch mit dem Obstmarkt-Bunker in Nürnberg, hier allerdings erst 1948 als drittes Bunker-Hotel der Stadt.
Das „Hotel zum Rathskeller“ unter dem Obstmarkt hatte 30 Betten in 26 Zimmern. Solche Hotels wurden als „Kabinenhotel (Bunker)“ bezeichnet. Der Hotelbetrieb wurde 1951 aufgegeben. Da sich für die Bunkeranlage keine Folgenutzung fand, blieb die wandfeste Ausstattung in dem Zustand als Bunker-Hotel erhalten.

## Ausstattung
Zu den technischen Einrichtungen des Hotels gehörten ein gemeinsames Bad und nach Geschlechtern getrennte Gemeinschaftstoiletten.
Der Bunker war für die Hotelnutzung teilweise ausgemalt. Die Malereien stammen von Max Götz, vermutlich demselben, der 1929 die Druckerei und Graphische Kunstanstalt Nürnberg gegründet hatte. Neben den mit Blatt- und Blütenranken verzierten Hinweisen, wie Zimmernummern, Bezeichnungen der Funktionsräume oder anderen Hinweisen an die Gäste, entstanden skizzenhafte Darstellungen der soeben untergegangenen, bis zum Krieg unzerstörten, Nürnberger Altstadt mit Albrecht-Dürer-Haus und Kaiserburg.

## Wissenswert
Der Baedeker empfahl das Bunkerhotel.